# Agluona (přítok Širvėny)
Agluona je řeka na severu Litvy, v okrese Biržai, přítok jezera Širvėna, kterým protéká řeka Apaščia. Pramení u vsi Mickūnai (Okres Biržai, Panevėžyský kraj), na severním okraji lesa Juodiškio miškas. Teče severním směrem. Do jezera Širvėna se vlévá na západním okraji okresního města Biržai. Průměrný spád je 72 cm/km. Při řece jsou vsi Geidžiūnai, Kuteliai a Dirvonakiai, protéká městem Biržai.

## Přítoky
- Levé:

| Hydrologické pořadí | Řeka                    | Délka (km) | Povodí (km²) | Vzdálenost od ústí (km) | Ústí kde | Koordináty ústí |
| ------------------- | ----------------------- | ---------- | ------------ | ----------------------- | -------- | --------------- |
| 42010573            | Agluonėlė neboli Galinė | 12,5       | 16,3         | 12,2                    |          |                 |
| 42010579            | Gavėnupis               | 16,9       | 20,8         | 6,9                     |          |                 |
| 42010583            | Baronas                 | 16,6       | 15,6         | 5,3                     |          |                 |

- Pravé:

| Hydrologické pořadí | Řeka              | Délka (km) | Povodí (km²) | Vzdálenost od ústí (km) | Ústí kde | Koordináty ústí |
| ------------------- | ----------------- | ---------- | ------------ | ----------------------- | -------- | --------------- |
| 42010576            | Skriaudupys       | 6,3        | 9,4          | 11,0                    |          |                 |
| 42010578            | Tarosiškio upelis | 2,9        | 2,7          | 9,9                     |          |                 |

## Původ názvu
O jazykových souvislostech sledujte část rozcestníku Původ názvu.